# Pierre Isacsson

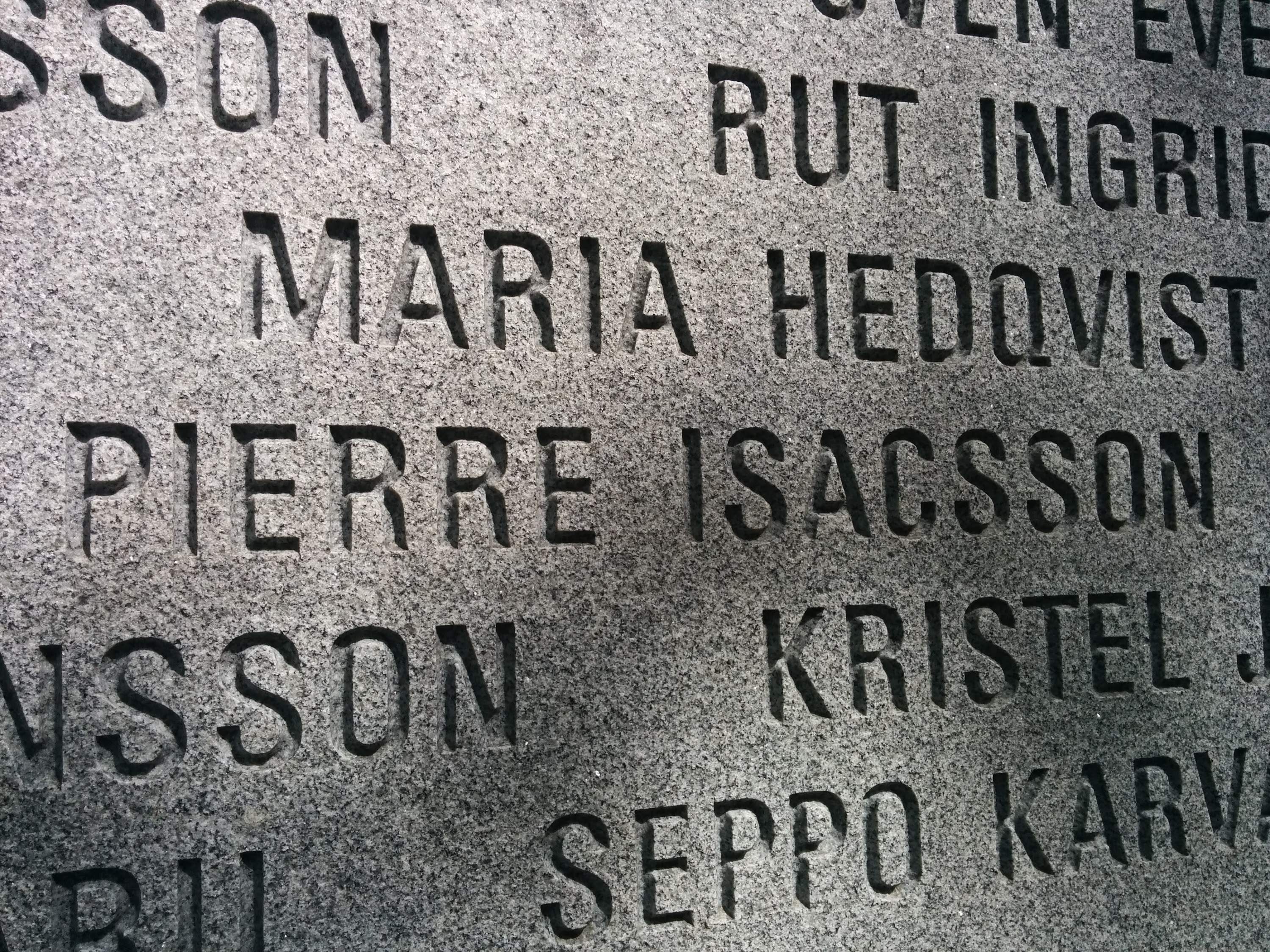
Name von Pierre Isacsson an der Estonia-Gedenkstätte in Stockholm

Pierre Einar Isacsson (* 1. Dezember 1947 in Bergum, Göteborg; † 28. September 1994 in der Ostsee vor Utö) war ein schwedischer Musiker, Schauspieler und Hörspielsprecher. Der für seine Bassstimme bekannte Sänger war zwischen 1969 und 1974 Mitglied der Band Family Four und nahm mit ihr zweimal am Eurovision Song Contest teil, ehe er eine Solokarriere begann. Isacsson starb 1994 beim Untergang der Passagierfähre Estonia, auf der er als Bordmusiker engagiert war.

## Leben

### Karriere
Pierre Isacsson begann seine musikalische Laufbahn als Mitglied der von 1965 bis 1969 bestehenden Musikgruppe Country Four. Nach deren Auflösung wurde Isacsson einer der Sänger der neuformierten Band Family Four, zu der unter anderem auch Marie Bergman gehörte. Als Teil von Family Four gewann er zweimal das Melodifestivalen und repräsentierte damit Schweden beim Eurovision Song Contest 1971 (sechster Platz) und 1972 (dreizehnter Platz). Zudem trat die Gruppe bei der Eröffnungsfeier zur Fußball-Weltmeisterschaft 1974 auf. Im selben Jahr verließ Isacsson Family Four zugunsten einer Solokarriere.
Ebenfalls 1974 erschien Isacssons Debütalbum Pierre! mit dem Song Då går jag ner i min källare (deutsch: Dann gehe ich in meinen Keller), der die Nummer eins der schwedischen Hitparade Svensktoppen erreichte und sich dort elf Wochen lang hielt.  Das im Refrain mit einer tiefen Bassstimme gesungene Lied wurde zum bekanntesten Titel des Musikers, auch das dazugehörige Album war ein kommerzieller Erfolg in Schweden. Im Verlauf seiner Karriere erreichten mehrfach Lieder von Isacsson die Spitze der Svensktoppen. Neben schwedischen Titeln veröffentlichte der Sänger auch deutschsprachige Lieder.
Nach 1977 pausierte Isacsson seine Karriere als Solomusiker für viele Jahre, einzige Ausnahme blieben die Singleveröffentlichungen Ge mig en enkel sång und Kör mig hem 1984. Stattdessen betätigte er sich nun als Theaterschauspieler, so wirkte er in Aufführungen der Musicals The Sound of Music unter der Regie von Stig Olin (1982), Der kleine Horrorladen (1984) und La Cage aux Folles (1986) mit. Isacsson blieb jedoch auch weiterhin musikalisch tätig und wirkte als Sänger und Sprecher in einigen Hörspielen mit, darunter für Hörspiel- und Musikkassetten von Disney sowie für Lucky Luke.

### Tod und Nachleben
In seinen letzten Lebensjahren betätigte sich Pierre Isacsson unter anderem als Bordmusiker und Entertainer auf der estnischen Passagierfähre Estonia, die zwischen Tallinn und Stockholm verkehrte. So auch auf ihrer letzten Überfahrt vom 27. auf den 28. September 1994. Laut Augenzeugenberichten trat Isacsson zum Unglückszeitpunkt gerade in der Baltic Bar auf, ehe seine Darbietung durch die plötzlich eintretende Schlagseite des Schiffes unterbrochen wurde. Während des Untergangs soll der Musiker mehreren Menschen beim Verlassen der sinkenden Fähre geholfen haben. Er selbst schaffte es ebenfalls, sich aus dem Schiff in die stürmische Ostsee zu retten, wo er jedoch ums Leben kam. Sein Leichnam wurde geborgen und zu einem späteren Zeitpunkt auf dem Friedhof nahe der Kirche von Bromma beigesetzt. Isacsson wurde 46 Jahre alt, er hinterließ seine Ehefrau und drei Kinder. Ursprünglich sollte sich Isacsson auf der Unglücksreise gar nicht an Bord der Estonia befinden. Er sprang kurzfristig für einen anderen Musiker ein, der verhindert war.
Zum Zeitpunkt seines Todes arbeitete Pierre Isacsson an einem Comeback-Album, noch im Spätsommer 1994 präsentierte er den daraus stammenden Titel Då gömmer jag mig i Eden im schwedischen Fernsehen. Isacsson konnte das Album nicht mehr fertigstellen, er hinterließ jedoch mehrere Demoaufnahmen. Zur Weihnachtszeit 2020 wurde mit Juli i Sahara erstmals einer der damals entstandenen Titel veröffentlicht. 2021 erschien das Album Innan slutet (deutsch: Vor dem Ende) mit weiteren, bislang unveröffentlichten Songs von den letzten Aufnahmen des Musikers, die hierfür neu arrangiert wurden. Die Produktion des Albums übernahm Isacssons Sohn Ludvig Isacsson.
2023 wurde der vom Sveriges Television produzierte Dokumentarfilm Då går jag ner i min källare – filmen om Pierre Isacsson über das Leben von Pierre Isacsson veröffentlicht.

## Diskografie

### Soloalben
- 1974: Pierre!
- 1975: En sommarsaga
- 1976: Hemma
- 1977: Igen
- 2021: Innan slutet (postume Veröffentlichung aus unveröffentlichten Demoaufnahmen von 1994)

## Theatrografie (Auswahl)
- 1982: The Sound of Music (Folkteatern Stockholm)
- 1984: Der kleine Horrorladen (Riksteatern Stockholm)
- 1986: La Cage aux Folles (Oscarsteatern Stockholm)